# Federarbeit
Die elastische Federarbeit W ist diejenige Energie, die in einer Feder beim Einwirken einer äußeren Kraft als potentielle Energie gespeichert wird. 
Sie ist durch den Flächeninhalt unterhalb der Federkennlinie gegeben.
Sie berechnet sich bei einer allgemeinen Feder zu
{\displaystyle W=\int _{0}^{s}F\mathrm {d} s}, 
wobei s den zurückgelegten Weg (die Auslenkung) und F die Federkraft bezeichnet. 
Bei Spiral- und Drehstabfedern beträgt die potentielle Energie
{\displaystyle W=\int _{0}^{\phi }M_{t}\mathrm {d} \phi }
mit {\displaystyle {\Phi }} Auslenkwinkel und {\displaystyle {M_{t}}} Torsionsmoment (Drehmoment) der Feder (an Stelle der Federkraft).
Allgemein ist die Federkraft F bzw.  {\displaystyle {M_{t}}} abhängig vom bereits zurückgelegten Weg beim Auslenken der Feder. In vielen Fällen ist die Kraft proportional zur Auslenkung und lässt sich mit Hilfe des Hookeschen Gesetzes mit einer Federkonstante beschreiben.